# Liste der denkmalgeschützten Objekte in Traisen (Niederösterreich)
Die Liste der denkmalgeschützten Objekte in Traisen enthält die 6 denkmalgeschützten, unbeweglichen Objekte der Gemeinde Traisen im niederösterreichischen Bezirk Lilienfeld.

## Denkmäler
| Foto |                 | Denkmal                                                                     | Standort                                       | Beschreibung | Metadaten |
| ---- | --------------- | --------------------------------------------------------------------------- | ---------------------------------------------- | --- | --- |
| ja   | Datei hochladen | Straßenbrücke HERIS-ID: 28487 Objekt-ID: 25076                              | bei Bahnhofstraße 4 Standort KG: Traisen       | Eine zweibogige Fachwerkbrücke über die Traisen, die 1898 errichtet wurde. | BDA-Hist.: Q37920233 Status: § 2a Stand der BDA-Liste: 2025-06-30 Name: Straßenbrücke GstNr.: 1057/1 Traisenbrücke, Traisen                                                 |
| ja   | Datei hochladen | Kath. Pfarrkirche, Jesus Christus Erlöser der Welt HERIS-ID: 28477seit 2024 | Kirchengasse 1 Standort KG: Traisen            | Die Kirche wurde 1961/62 erbaut. Das Langhaus ist durch Betonstützen gegliedert und hat einen flachbogig geschlossenen Chor. Der seitlich angestellte Kirchturm verjüngt sich nach oben. Über dem Rechteckportal befindet sich ein großes Glasrundfenster mit einem Herz-Jesu-Motiv. | BDA-Hist.: Q56654576 Status: Bescheid Stand der BDA-Liste: 2025-06-30 Name: Kath. Pfarrkirche, Jesus Christus Erlöser der Welt GstNr.: 1000 Roman Catholic Church (Traisen) |
| ja   | Datei hochladen | Nischen-/Kapellenbildstock HERIS-ID: 28476 Objekt-ID: 25065                 | Pfaffental 1, in der Nähe Standort KG: Traisen | Eine Nischenkapelle vermutlich aus dem Ende des 17. Jahrhunderts mit Pyramidendach, profiliertem Kämpfergesims und Tonnengewölbe sowie hölzernem Balustergitter. | BDA-Hist.: Q37920186 Status: § 2a Stand der BDA-Liste: 2025-06-30 Name: Nischen-/Kapellenbildstock GstNr.: 1421                                                             |
| ja   | Datei hochladen | Flur-/Wegkapelle HERIS-ID: 28489 Objekt-ID: 25078                           | bei Wieserweg 2 Standort KG: Traisen           | Barocke Kapelle aus der ersten Hälfte des 18. Jahrhunderts mit hoher Rundbogenöffnung und Pyramidendach. | BDA-Hist.: Q37920248 Status: § 2a Stand der BDA-Liste: 2025-06-30 Name: Flur-/Wegkapelle GstNr.: 245                                                                        |
| ja   | Datei hochladen | Ehem. Friedhof HERIS-ID: 28490 Objekt-ID: 25079                             | bei Wieserweg 2 Standort KG: Traisen           | Innerhalb der Kirchhofmauer der Filialkirche Hl. Johannes. | BDA-Hist.: Q37920261 Status: § 2a Stand der BDA-Liste: 2025-06-30 Name: Ehem. Friedhof GstNr.: 245                                                                          |
| ja   | Datei hochladen | Kath. Filialkirche hl. Johannes der Täufer HERIS-ID: 28491 Objekt-ID: 25080 | bei Wieserweg 2 Standort KG: Traisen           | Eine barocke Saalkirche mit einem mittelalterlichen Baukern. | BDA-Hist.: Q37920284 Status: § 2a Stand der BDA-Liste: 2025-06-30 Name: Kath. Filialkirche hl. Johannes der Täufer GstNr.: 245                                              |